# Задиран Сергій Сергійович
Сергій Сергійович Задиран (нар. 20 лютого 1993) — український футбольний арбітр. У 2019 році розпочав обслуговувати футбольні матчі чемпіонату України у першій лізі. У 2023 році розпочав обслуговувати футбольні матчі чемпіонату України у Прем'єр-лізі.